# Estación de Bedia
Vedia es una estación de ferrocarril en superficie perteneciente a las líneas 1 y 4 de Euskotren Trena. Se ubica en el municipio vizcaíno de Vedia. Su tarifa corresponde a la zona 3 del Consorcio de Transportes de Bizkaia.
La estación dispone de dos andenes. Para cambiar de andén hay que cruzar un paso a nivel.

## Accesos
- Barrio Barroeta